# 蘇爾茨貝格湖

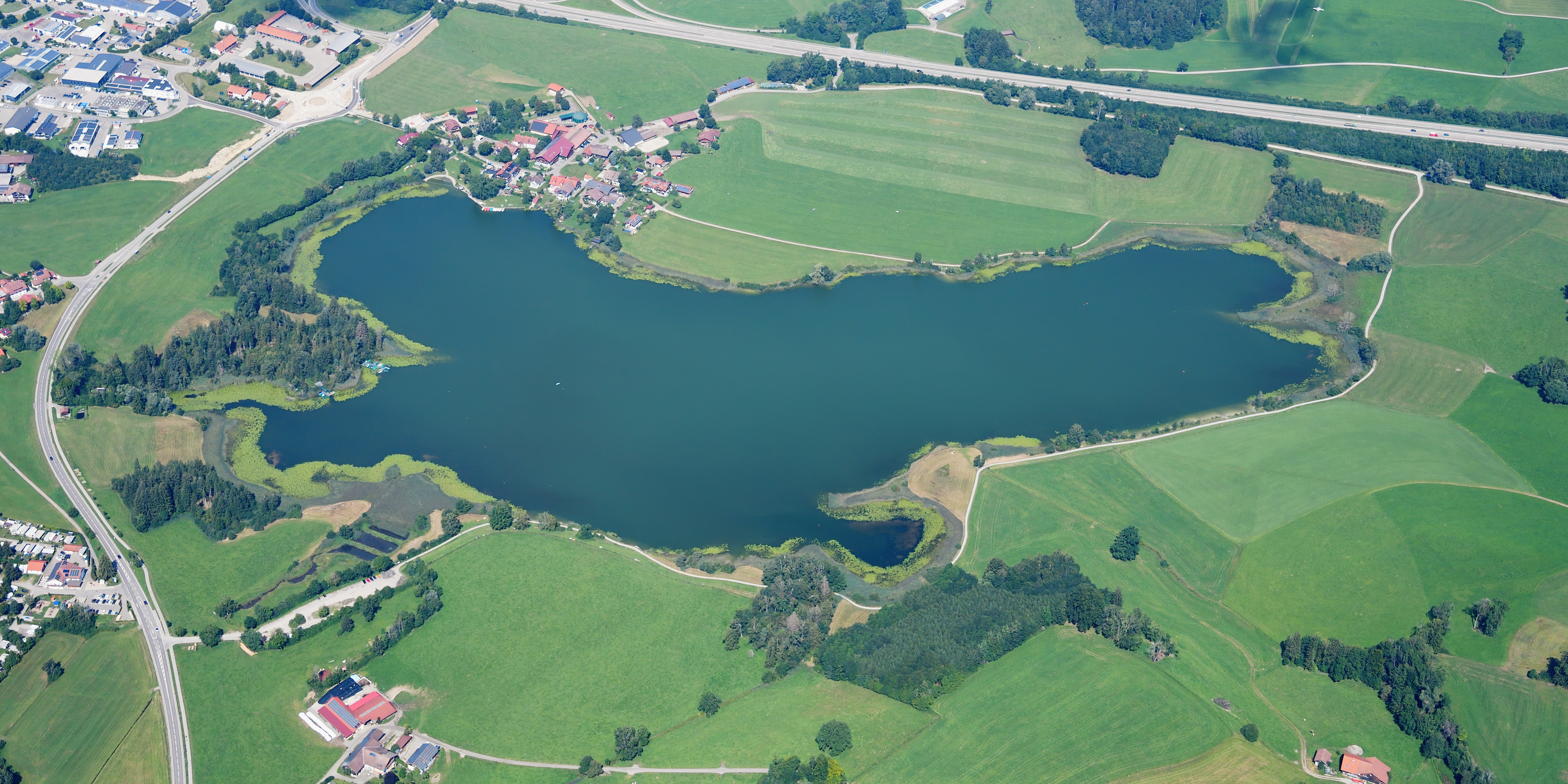

47°40′44″N 10°20′16″E / 47.67889°N 10.33778°E
蘇爾茨貝格湖（德語：Sulzberger See），是德國的湖泊，位於該國東南部，由巴伐利亞州負責管轄，處於上阿爾高縣，長1公里、寬0.4公里，面積0.33平方公里，海拔高度704米，最大水深15米。